# Tom Ford
Thomas Carlyle Ford (Austin, 1961. augusztus 27.) amerikai divattervező, filmrendező. 2005-ben alapította meg saját magáról elnevezett cégét. Korábban a Gucci és a Yves Saint Laurent igazgatója volt. Az Egy egyedülálló férfi (2009) és az Éjszakai ragadozók (2016) című filmek rendezője. Jelenleg a Council of Fashion Designers of America (Amerikai Divattervezők Tanácsa) elnöke.

## Élete
Thomas Carlyle Ford 1961. augusztus 27-én született Austinban, Shirley Burton (születési nevén Shirley Ann Thrasher) és Thomas David Ford gyermekeként. Szülei ingatlanügynökök voltak. Eleinte Houstonban és San Marcosban élt. Hat éves korában már átrendezte a bútorokat a házban, és visszajelzést nyújtott anyjának a hajáról és a cipőjéről. Mikor 11 éves volt, a család Santa Fe városába költözött. A St. Michael’s High Schoolban és a Santa Fe Preparatory Schoolban tanult, 1979-ben érettségizett.
16 éves korában a Bard College at Simon’s Rockba járt, de hamar kilépett. Ezután New Yorkba költözött, hogy a New York-i Egyetemen tanuljon. Itt ismerkedett meg Ian Falconer-rel, aki elvitte őt a Studio 54 klubba. Egy évvel később kilépett, és televíziós reklámokban szerepelt.
Tanulmányait a The New Schoolban folytatta. Többször is ellátogatott a Studio 54-ba, mert rájött, hogy homoszexuális. A klub stílusa nagy hatással volt formaterveire. Fél évet töltött Párizsban, a Chloé-nál dolgozott gyakornokként. A The New Schoolban töltött utolsó évében divatot tanult, de végül építészetből diplomázott.

## Magánélete
2014-ben házasodott össze Richard Buckley újságíróval, azonban 1986 óta ismerik egymást. Egy fiuk van, Alexander John "Jack" Buckley Ford, aki 2012 szeptemberében született. A család Olaszországban és Londonban is élt. Van két unokaöccse és egy unokahúga is.